# La Guadeloupe
| La Guadeloupe                 |                           |
|                               |                           |
| Coordenadas: 45º57'N, 70º56'W |                           |
| Província                     | Quebec                    |
| Região administrativa         | Chaudière-Appalaches      |
| Incorporado em                | 6 de agosto de 1929       |
| Prefeito                      | Huguette Plante           |
| Código postal                 | 29030                     |
|                               |                           |
| Área                          |                           |
| - Cidade                      | 31,67 km², 12,67 mi²      |
| Fuso horário                  | UTC -5                    |
| População (2006)              |                           |
| - Cidade                      | 1.748                     |
| - Densidade                   | 55,2 hab/km², 138 hab/mi² |

La Guadeloupe é uma aldeia canadense do Conselho Municipal Regional de Beauce-Sartigan em Quebec, localizado na região administrativa de Chaudière-Appalaches.

## Demografia
| 1996 | 2001 | 2006 | 2011 | 2016 | 2021 |
| ---- | ---- | ---- | ---- | ---- | ---- |
| 1772 | 1716 | 1758 | 1787 | 1707 | 1805 |